# Віктор Мороз (латвійський футболіст)
Віктор Мороз (латис. Viktors Morozs, нар. 3 липня 1980) — латвійський футболіст, що грав на позиції півзахисника. По завершенні ігрової кар'єри — тренер. З 2020 року очолює тренерський штаб команди РФШ.
Виступав, зокрема, за клуб «Сконто», а також національну збірну Латвії.
П'ятиразовий чемпіон Латвії. Дворазовий володар Кубка Латвії. Дворазовий володар Кубка Латвії.

## Клубна кар'єра
У дорослому футболі дебютував 1997 року виступами за команду «Валмієра», в якій провів два сезони, взявши участь у 5 матчах чемпіонату. 
Згодом з 1999 по 2000 рік грав у складі команд «Сконто» та «Валмієра».
Своєю грою за останню команду знову привернув увагу представників тренерського штабу клубу «Сконто», до складу якого повернувся 2001 року. Цього разу відіграв за ризький клуб наступні сім сезонів своєї ігрової кар'єри.
Протягом 2008—2013 років захищав кольори клубів ЦСКА (Софія), «Атромітос» (Героскіпу), ПАЕЕК, «Спартакс» (Юрмала) та «Нафтан».
Завершив ігрову кар'єру у команді «Сконто», у складі якої вже виступав раніше. Повернувся до неї 2014 року, захищав її кольори до припинення виступів на професійному рівні у 2016 році.

## Виступи за збірну
У 2002 році дебютував в офіційних матчах у складі національної збірної Латвії.
Загалом протягом кар'єри в національній команді, яка тривала 6 років, провів у її формі 22 матчі.

## Кар'єра тренера
Розпочав тренерську кар'єру невдовзі по завершенні кар'єри гравця, 2017 року, очоливши тренерський штаб клубу «РТУ».
Протягом тренерської кар'єри також очолював команди «Даугавпілс» та РФШ.
З 2020 року очолює тренерський штаб команди РФШ.
| Дата       | Місто        | Господарі      | Результат             | Гості       | Турнір                 | Голи | Примітки |
| ---------- | ------------ | -------------- | --------------------- | ----------- | ---------------------- | ---- | -------- |
| 6-7-2002   | Рига         | Латвія         | 2 – 0                 | Азербайджан | товариський матч       | -    |          |
| 21-8-2002  | Рига         | Латвія         | 2 – 4                 | Білорусь    | товариський матч       | -    | 79'      |
| 1-12-2004  | Ріффа        | Оман           | 3 – 2                 | Латвія      | Кубок Прем'єр-міністра | -    |          |
| 3-12-2004  | Ріффа        | Бахрейн        | 2 – 2 д.ч. (4-2 п.п.) | Латвія      | Кубок Прем'єр-міністра | -    |          |
| 8-2-2005   | Нікосія      | Фінляндія      | 2 – 1                 | Латвія      | Міжнародний турнір     | -    | 79'      |
| 9-2-2005   | Лімасол      | Австрія        | 1 – 1                 | Латвія      | Міжнародний турнір     | -    |          |
| 30-3-2005  | Рига         | Латвія         | 4 – 0                 | Люксембург  | Відбір до ЧС 2006      | -    |          |
| 21-5-2005  | Каунас       | Литва          | 2 – 0                 | Латвія      | Кубок Балтії           | -    | 29'      |
| 3-9-2005   | Таллінн      | Естонія        | 2 – 1                 | Латвія      | Відбір до ЧС 2006      | -    | 86'      |
| 7-9-2005   | Рига         | Латвія         | 1 – 1                 | Словаччина  | Відбір до ЧС 2006      | -    | 70'      |
| 8-10-2005  | Рига         | Латвія         | 2 – 2                 | Японія      | товариський матч       | -    |          |
| 12-10-2005 | Порту        | Португалія     | 3 – 0                 | Латвія      | Відбір до ЧС 2006      | -    |          |
| 12-11-2005 | Мінськ       | Білорусь       | 3 – 1                 | Латвія      | товариський матч       | -    | 59'      |
| 26-12-2005 | Пхукет       | Північна Корея | 1 – 1                 | Латвія      | Кубок Короля           | -    |          |
| 28-12-2005 | Пхукет       | Оман           | 1 – 2                 | Латвія      | Кубок Короля           | -    | 44'      |
| 30-12-2005 | Пхукет       | Північна Корея | 1 – 2                 | Латвія      | Кубок Короля           | -    |          |
| 28-5-2006  | Іст-Гартфорд | США            | 1 – 0                 | Латвія      | товариський матч       | -    | 46'      |
| 16-8-2006  | Москва       | Росія          | 1 – 0                 | Латвія      | товариський матч       | -    | 63'      |
| 6-9-2006   | Есперанж     | Люксембург     | 0 – 0                 | Латвія      | товариський матч       | -    | 21'      |
| 6-2-2007   | Ларнака      | Болгарія       | 2 – 0                 | Латвія      | Міжнародний турнір     | -    | 46'      |
| 7-2-2007   | Лімасол      | Угорщина       | 2 – 0                 | Латвія      | Міжнародний турнір     | -    |          |
| 28-3-2007  | Вадуц        | Ліхтенштейн    | 1 – 0                 | Латвія      | Відбір до ЧЄ 2008      | -    | 8' 61'   |
| Усього     |              | Матчів         | 22                    |             | Голів                  | 0    |          |

## Титули і досягнення

### Як гравця
- Чемпіон Латвії (5):

«Вентспілс»: 1999, 2001, 2002, 2003, 2004
- Володар Кубка Латвії (2):

«Сконто»: 2001, 2002

### Як тренера
- Чемпіон Латвії (3):

РФШ: 2021, 2023, 2024
- Володар Кубка Латвії (2):

РФШ: 2021, 2024
- Володар Суперкубка Латвії (1):

РФШ: 2025